# 分离集合
在拓扑学和有关的数学分支中，分离集合是给定拓扑空间中以特定方式相互关联的一对子集，粗略的說，既不重疊也不接觸。两个集合是否分离对于连通空间和拓扑空间的分离公理的概念都很重要。
分离集合不应该與分离空间混淆，它们有些关系但並不相同。而可分离空间則是完全不同的拓扑概念。

## 定义
有各种方式來認定拓扑空间 X 的两个子集是分離的。
- A 和 B 是不相交的，如果它们的交集是空集。这个性质与拓扑无关，只与集合论有关；我们在这里介紹它是因为它在一序列的不同概念中是最弱的。不相交性的详情请参见不交集。

- A 和 B 在 X 中是分离的，如果每个都与另一个的闭包不相交。闭包自身不必互不相交；例如，区间 [0,1) 和 (1,2] 在实直线 R 中是分离的，即使点 1 同時属于它们的闭包。更一般的说，在任何度量空间中，两个开球 Br(x1) = {y:d(x1,y)<r} 和   Bs(x2) = {y:d(x2,y)<s} 是分离的，只要 d(x1,x2) ≥ r+s。注意任何两个分离的集合必定不相交。

- A 和 B 是由邻域分离的，如果 A 有邻域 U 且 B 有邻域 V 使得 U 和 V 不相交。（有时你会见到要求 U 和 V 是开邻域，但在这里没有区别。）例如 A = [0,1) 和 B = (1,2]，你可以选取 U = (-1,1) 和 V = (1,3)。注意如果任何两个集合是由邻域分离的，则它们当然是分离的。如果 A 和 B 是开集且不相交，则它们必定由邻域分离；只要取 U = A 和 V = B。为此分离性经常与闭集一起使用（比如在正规分离公理中）。

- A 和 B 是由闭邻域分离的，如果 A 有闭邻域 U 且 B 有闭邻域 V 使得 U 和 V 不相交。例如，[0,1) 和 (1,2] 不是由闭邻域分离的。你可以通过包括点 1 在其中而使任何一个 U 或 V 闭合，但是你不能使它们都闭合而仍保持它们不相交。注意如果任何两个集合是由闭邻域分离的，则它们当然是由邻域分离的。

- A 和 B 是由函数分离的，如果存在从空间 X 到实直线 R 的连续函数 f ，使得 f(A) = {0} 而 f(B) = {1}。（有时你会看到在这个定义中用单位区间 [0,1] 替代 R，但是在这里没有区别。）例如，[0,1) 和 (1,2] 不是由函数分离的，因为无法在点 1 连续的定义 f。注意如果两个集合是由函数分离的，则它们也是由闭邻域分离的；邻域可以從 f 的前像給出， U := f-1[-e,e] 和 V := f-1[1-e,1+e]，其中 e 是小于1/2 的正实数。

- A 和 B 是由函数完全分离的，如果存在从 X 到 R 的连续函数 f 使得 f -1(0) = A 和 f -1(1) = B。（又一次的，你可能會见到在定义中用单位区间替代 R，而在這裡也是没有区别。）注意如果两个集合是由函数完全分离的，则它们当然是由函数分离的。既然 {0} 和 {1} 在 R 中為閉集，只有闭集有能力被函数完全分离；但两个由函数分离的闭集合不意味着它们自动的由函数（甚至不同的函数）完全分离。

## 与分离公理和分离空间的关系
分离公理是施加到拓扑空间上的各种条件，可依据上述各种类型的分离方式來描述。作为例子，我们定义 T2 公理，它是施加在分离空间上的条件。更明確地說，一个拓扑空间是分离空間，如果给定任何两个不同的点 x 和 y，值得单元素集合 {x} 和 {y} 是由邻域分离的。
分离空间也叫做“豪斯多夫空间”或“T2 空间”。分离空间的进一步讨论可以在豪斯多夫空间中找到。各种分离公理的讨论见于分离公理。

## 与连通空间的关系
给定一个拓扑空间 X，有时考虑子集 A 是否與它的补集分離是有用的。如果 A 要么为空集要么为整个空间 X，這當然為真，但是还有其他可能。如果拓扑空间 X 只有这两种可能性，則 X 是连通的。
反过来说，如果非空子集 A 是分离于它自己的补集，并且如果 A 的子集中，只有空集也有这个性质的，则 A 是 X 的「开连通单元」。(在 X 自身只有空集 {} 的退化情况下，作者们对 {} 是否为连通的和 {} 是否是自身的开连通单元是有分歧的)。
详情请参见连通空间。

## 与拓扑可区分点的关系
给定拓扑空间 X，两个点 x 和 y 是“拓扑可区分”的，如果存在一个开集，其中一点属于它而另一个点不属于它。如果 x 和 y 是拓扑可区分的，则单元素集合 {x} 和 {y} 必定是不相交的。在另一方面，如果单元素集合 {x} 和 {y} 是分离的，则点 x 和 y 必定是拓扑可区分的。因为对于单元素集合，拓扑可区分性是在不相交性和可分离性之间的条件。
关于拓扑可区分点的详情请参见拓扑可区分性。